# Уелага
Уелага (ісп. Huélaga) — муніципалітет в Іспанії, у складі автономної спільноти Естремадура, у провінції Касерес. Населення — 197 осіб (2010).
Муніципалітет розташований на відстані близько 250 км на захід від Мадрида, 65 км на північ від Касереса.

## Демографія
Динаміка населення (INE ):